# Camissonia palmeri
Camissonia palmeri là một loài thực vật có hoa trong họ Anh thảo chiều. Loài này được (S.Watson) P.H.Raven mô tả khoa học đầu tiên năm 1964.